# Lijst van voetbalinterlands Bolivia - Duitse Democratische Republiek
Deze lijst van voetbalinterlands is een overzicht van alle officiële voetbalwedstrijden tussen de nationale teams van Bolivia en de Duitse Democratische Republiek. De landen speelden een keer tegen elkaar. Het betrof een vriendschappelijke wedstrijd op 3 februari 1985 in La Paz.

## Wedstrijden
| № | Plaats | Datum           | Competitie        | Wedstrijd                                | Uitslag |
| - | ------ | --------------- | ----------------- | ---------------------------------------- | ------- |
| 1 | La Paz | 3 februari 1985 | Vriendschappelijk | Bolivia – Duitse Democratische Republiek | 2 – 1   |

## Samenvatting
| Competitie        | Totaal gespeeld | Winst Bolivia | Gelijk | Winst DDR | Doelsaldo Bolivia – DDR |
| ----------------- | --------------- | ------------- | ------ | --------- | ----------------------- |
| Vriendschappelijk | 1               | 1             | 0      | 0         | 2 − 1                   |
| Totaal            | 1               | 1             | 0      | 0         | 2 – 1                   |

Wedstrijden bepaald door strafschoppen worden, in lijn met de FIFA, als een gelijkspel gerekend.

## Details

### Eerste ontmoeting
| Vriendschappelijk (La Paz, Bolivia, 3 februari 1985): |              | |
| Bolivia | 2 – 1        | Duitse Democratische Republiek |
| Víctor Hugo Antelo 7' Erwin Romero 32' | goals        | 89' Rainer Ernst |
| Carlos Rodríguez | bondscoach   | Bernd Stange |
| Hebert Hoyos Miguel Ángel Noro Roberto Pérez Eduardo Villegas Johnny Herrera Augusto Guillen ??' Carlos Borja Óscar Ramírez Erwin Romero Víctor Hugo Antelo Reynaldo Zambrana | opstellingen | René Müller Ronald Kreer Uwe Zötzsche Frank Rohde Jörg Stübner 60' Axel Schulz Christian Backs 46' Dirk Stahmann 46' Michael Glowatzky Andreas Thom Rainer Ernst |
| Eliseo Ayaviri ??' | wissels      | 46' Hans-Jürgen Dörner 46' Wolfgang Steinbach 60' Matthias Liebers                                                                                               |